# Bronwen Watson
Bronwen Watson, avstralska veslačica, * 23. februar 1977, Milton.
Trenira pod vodstvom Phila Bourguignona, in vesla za Sydney University Boat Club. Bila je tudi štipendistka Inštituta za šport Novega Južnega Walesa.